# The Firm (album)
The Firm è il primo album del supergruppo musicale britannico The Firm, pubblicato l'11 febbraio 1985.

## Descrizione
L'album, pubblicato dalla Atlantic su LP, musicassetta e CD, è prodotto da Jimmy Page e Paul Rodgers, membri della band che inoltre firmano 5 brani, mentre altri 3 sono opera del solo Rodgers e You've Lost That Lovin' Feeling è una cover dei Righteous Brothers.
Dal disco vengono tratti i singoli Radioactive, Closer e Satisfaction Guaranteed.

## Tracce

### Lato A
1. Closer
2. Make or Break
3. Someone to Love
4. Together
5. Radioactive

### Lato B
1. You've Lost That Lovin' Feeling
2. Money Can't Buy
3. Satisfaction Guaranteed
4. Midnight Moonlight